# Bacia de Campos
A Bacia de Campos é uma bacia sedimentar brasileira situada na costa norte do estado do Rio de Janeiro, estendendo-se até o sul do estado do Espírito Santo, entre os paralelos 21 e 23 sul. Possui aproximadamente 115.800,00 quilômetros quadrados. Seu limite, ao sul, com a Bacia de Santos ocorre no Alto de Cabo Frio; ao norte, com a Bacia do Espírito Santo, ocorre no Alto de Vitória. Seu nome deriva do nome da cidade de Campos dos Goytacazes, seguindo orientações do Código de Nomenclatura Estratigráfica Internacional, que orienta que sítios geológicos - nesse caso uma bacia sedimentar - recebam o nome de acidentes geológicos ou cidades próximas. As principais atividades de exploração e produção são realizadas na cidade de Macaé, onde está localizada a base da Petrobras na praia de Imbetiba, além dos municípios de Campos dos Goytacazes, São João da Barra, Quissamã, Carapebus e da região sul do Estado do Espírito Santo.
Em outubro de 2020 a Bacia de Campos foi a segunda maior produtora de petróleo e gás natural do Brasil, atrás somente da Bacia de Santos, tendo produzido 865.724 barris de óleo e 17,67 milhões de metros cúbicos de gás natural por dia, totalizando 976.871 barris de óleo equivalente por dia. Em números relativos, Campos produziu 30% do petróleo e 14% do gás natural produzidos no Brasil[carece de fontes?].

## Sistema Petrolífero
Reconhece-se quatro estágios geológicos evolutivos na bacia de Campos, que são pré-rifte (continental), rifte (continental), proto-oceânico (transicional evaporítico) e drift (marinho). Presente em todos as bacias sedimentares marginais do leste do Brasil. 
As rochas geradoras de hidrocarbonetos da Bacia de Campos correspondem a folhelhos orgânicos. As principais rochas reservatório da bacia são arenitos turbidíticos, depositados desde o andar geológico Albiano até o Mioceno, seguidos de calcarenitos, depositados durante o andar Albiano, calcáreos de origem microbial, principalmente cianobactérias, depositadas durante o andar Aptiano e de coquinas, rochas formadas por restos de carapaças de crustáceos, e que foram depositadas durante o andar Barremiano. Tanto as coquinas quanto os calcáreos microbiais são informalmente denominados como Camada pré-sal. 
| Rocha     | Identificação       | Período Geológico |
| --------- | ------------------- | ----------------- |
| Folhelhos | Formação Lagoa Feia |                   |
| Margas    | Formação Lagoa Feia |                   |

| Rocha      | Identificação                         | Período Geológico |
| ---------- | ------------------------------------- | ----------------- |
| Turbiditos | Formação Carapebus                    | K. e Terciano     |
| carbonatos | Formação de Macaé                     | Albiano           |
| Arenitos   | Arenito Namorado da Formação de Macaé | Turoniano         |
| Coquinas   | Formação Lagoa Feia                   | Barremiano        |
| Basaltos   | Formação Cabiúnas                     | Neocomiano        |

| Rocha        | Identificação       | Período Geológico |
| ------------ | ------------------- | ----------------- |
| Calcilutitos |                     |                   |
| Margas       | Formação Lagoa Feia |                   |
| Folhelhos    | Formação Lagoa Feia |                   |

| Reservatório                             | Porosidade (%) | Permeabilidade mD |
| ---------------------------------------- | -------------- | ----------------- |
| Basaltos Neocomiano                      | Fraturas       | Alta              |
| Carbonatos Barremiano (coquinas) do rift | 15 - 20        | até 1.000         |
| Carbonatos Albiano                       | 18             | 45                |
| Turbiditos Cretáceo Superior             | 20 - 25        | 100 a 1.000       |
| Turbiditos Terciário                     | 25 - 31        | até 2.500         |

| Água Rasa | Água Profunda |
| --------- | ------------- |
| BM-C-21   | BM-C-20       |
| BM-C-22   | BM-C-24       |
| BM-C-23   | BM-C-25       |

## Exploração & Produção

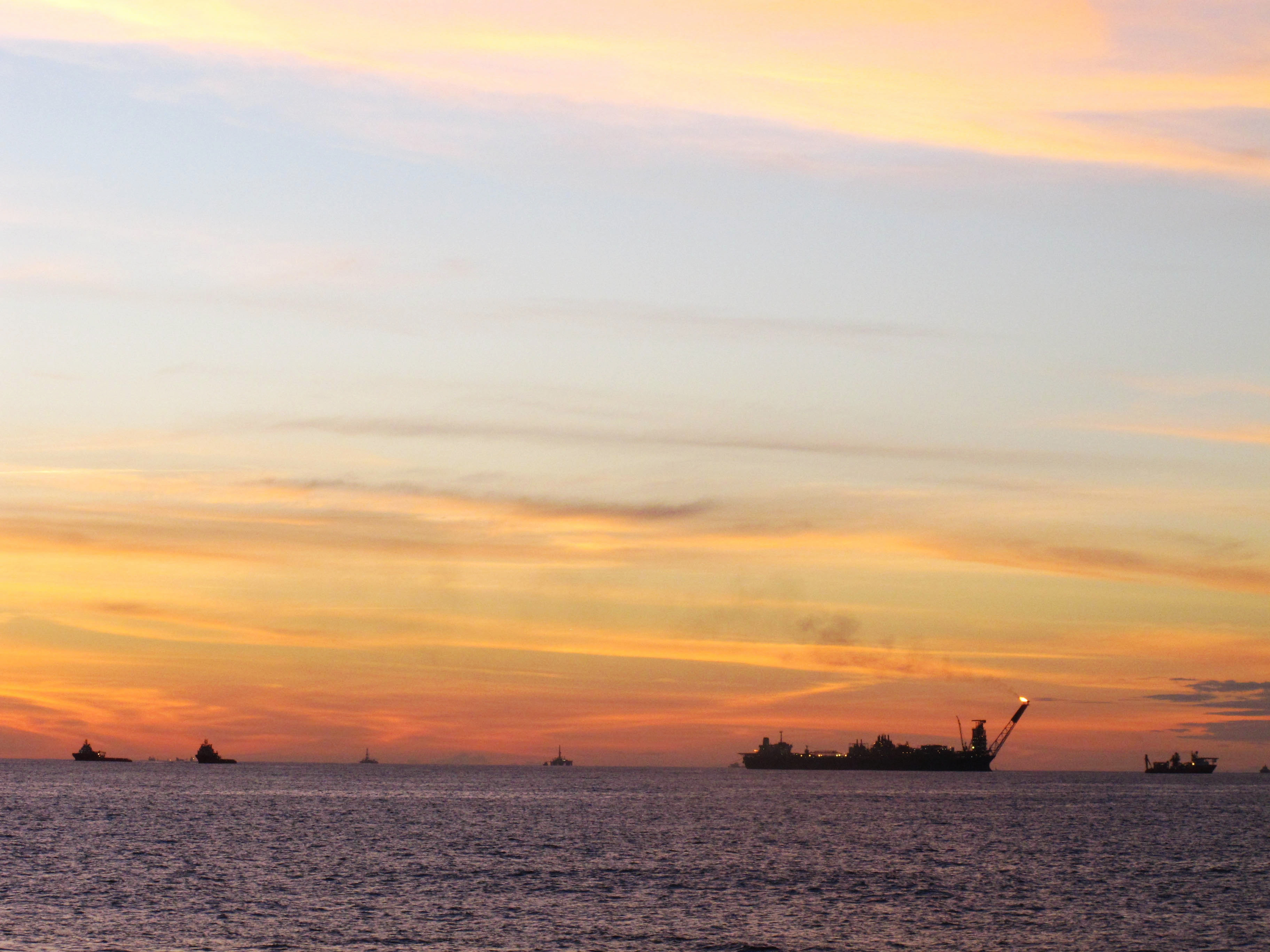
Navio de produção de petróleo (FPSO) na Bacia de Campos.

Descoberta a Bacia de Campos, localizada na costa norte do estado do Rio de Janeiro, estendendo-se até o sul de Espírito Santo, com 826 poços exploratórios, sendo 391 poços considerado pioneiro. Com aproximadamente 100 mil quilômetros quadrados, essa passa a ser a maior província petrolífera do Brasil, responsável por mais de 80% da produção nacional do petróleo. A exploração desta Bacia iniciou-se com a descoberta do Campo de Garoupa e teve seu inicio comercial em 1977, no campo de Enchova, com uma produção de 10 mil barris por dia em uma plataforma flutuante.
As primeiras plataformas utilizadas eram do tipo fixa, com jaquetas fixadas no fundo do mar. Na medida em que a exploração alcançou lâminas d'água mais profundas, foram desenvolvidos outros conceitos de unidades de produção flutuantes, como os FPSOs e as SS.
Hoje existem 55 campos, desde o sul do Espírito Santo, como Cachalote e Jubarte, até a região de Cabo Frio, que extraem cerca de 1,49 milhão de barris de óleo e 22 milhões de metros cúbicos de gás por dia. Os maiores campos são os campos gigantes de Marlim, Marlim Sul e Roncador localizados em Macaé - RJ. Operam na região 45 plataformas marítimas das quais 41 de produção e quatro de processamento de petróleo que pertence a cidade de Macaé, conhecida como a capital brasileira do petróleo.